# Liste des batailles navales de la guerre de Sécession

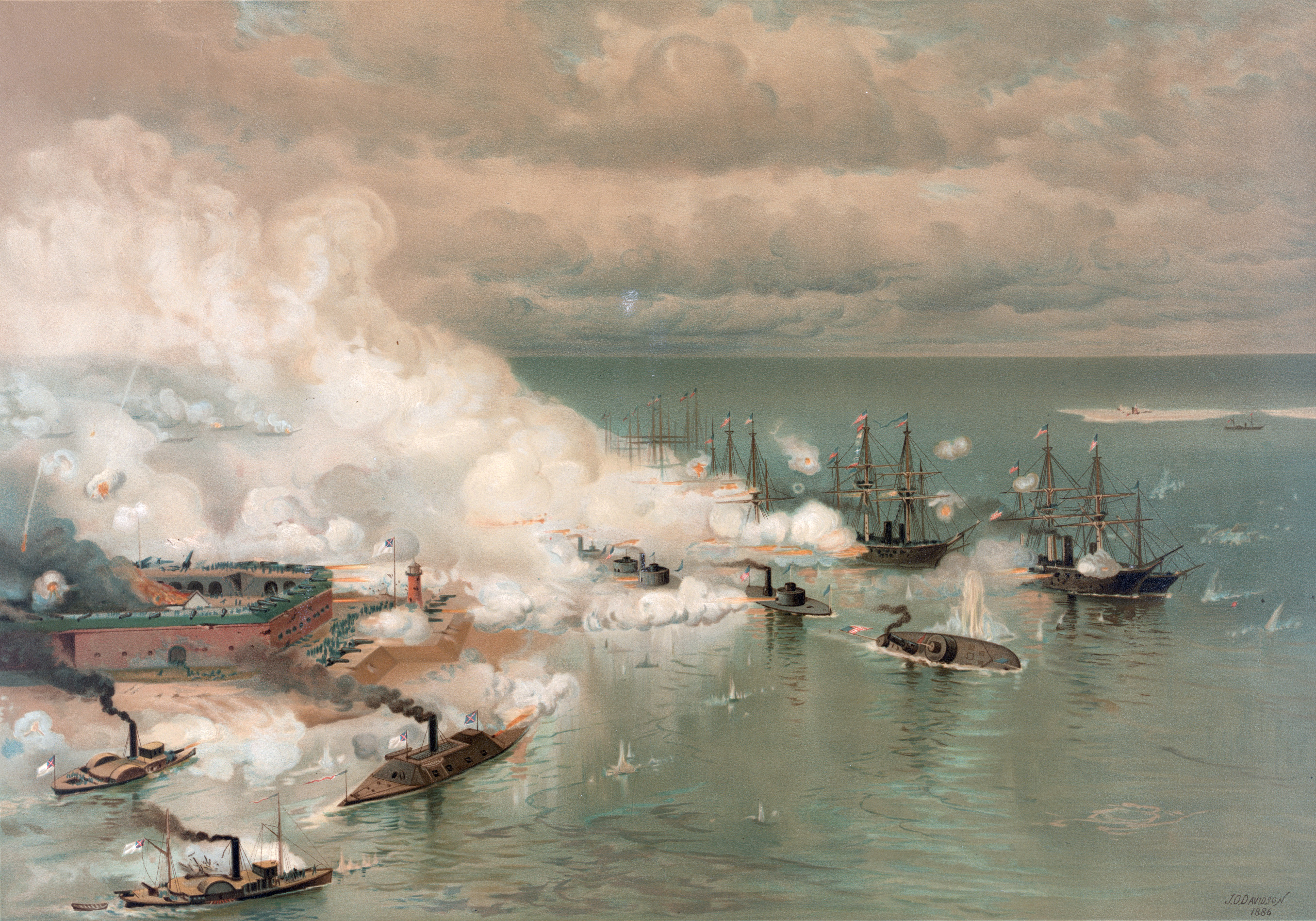
Bataille de la baie de Mobile par Louis Prang (1824-1909).

Cette liste des batailles navales de la guerre de Sécession répertorie les principales batailles navales ayant opposées les États confédérés aux États de l'Union durant la guerre de Sécession. Ces combats préfigurèrent les bases modernes de la guerre navale. Les deux armées utilisèrent en majorité des cuirassés à coque en fer, des sous-marins et s'appuyèrent fortement sur l'artillerie navale.
Le 22 juin 1865, le cuirassé à vapeur confédéré CSS Shenandoah tira le dernier coup de canon de la guerre de Sécession dans le détroit de Béring, plus de deux mois après la reddition du général Lee.

## Classement par ordre chronologique
- Blocus maritime des États de l'Union contre les États confédérés (1861 - 1865)
- Bataille de Sewell's Point (18 - 19 mai 1861)
- Bataille d'Aquia Creek (29 mai - 1er juin 1861)
- Bataille de Port Royal (7 novembre 1861)
- Bataille de Cockpit Point (3 janvier 1862)
- Bataille d'Island Number Ten (28 février - 8 avril 1862)
- Combat de Hampton Roads (8 - 9 mars 1862)
- Bataille des forts Jackson et Saint Philip (16 - 28 avril 1862)
- Bataille de Drewry's Bluff (15 mai 1862)
- Bataille de Memphis (6 juin 1862)
- Bataille de Tampa (30 juin - 1er juillet 1862)
- Bataille de Fort Hindman (9 - 11 janvier 1863)
- Bataille de Portland Harbor (27 juin 1863)
- Seconde bataille de Sabine Pass (8 septembre 1863)
- Bataille d'Albemarle Sound (5 mai 1864)
- Combat naval à Cherbourg (18 juin 1864)
- Bataille de Mobile Bay (5 août 1864)
- Expédition de Rainbow Bluff (9 décembre 1864)